# Algebra di Virasoro
L'algebra di Virasoro è un'algebra di Lie complessa, data come estensione centrale del campo vettoriale dei polinomi complessi sulla circonferenza unitaria; questa algebra prende il nome dal fisico Miguel Angel Virasoro.
È molto usata in teoria delle stringhe e in teoria di campo conforme.

## Definizione
L'algebra di Virasoro è una copertura lineare degli elementi: 
{\displaystyle L_{i}} per {\displaystyle i\in \mathbf {Z} }
con: 
{\displaystyle L_{n}+L_{-n}}
e c, che sono tutti elementi reali. Ogni c è un elemento centrale ovvero è una carica centrale.
L'algebra di Virasoro soddisfa alle seguenti due proprietà: 
{\displaystyle [c,L_{n}]=0}
e
{\displaystyle [L_{m},L_{n}]=(m-n)L_{m+n}+c{\frac {1}{12}}(m^{3}-m)\delta _{m+n}} ;
con:
1) il fattore di 1 / 12 è dovuto esclusivamente ad una questione di convenzione;
2) il simbolo  {\displaystyle \delta _{m+n}=0} se {\displaystyle m+n\neq 0} e {\displaystyle \delta _{m+n}=1} se {\displaystyle m+n=0}.
Si osservi che, la relazione:
{\displaystyle [L_{m},L_{n}]=(m-n)L_{m+n}+c{\frac {1}{12}}(m^{3}-m)\delta _{m+n}} ;
può essere riscritta in termini del simbolo di Kronecker {\displaystyle \delta _{m+n,0}}

{\displaystyle [L_{m},L_{n}]=(m-n)L_{m+n}+c{\frac {1}{12}}(m^{3}-m)\delta _{m+n,0}} .

## Generalizzazioni
Ci sono due estensioni supersimmetriche (con N = 1) dell'algebra di Virasoro, chiamate algebra di Neveu-Schwarz e algebra di Ramond. Queste due teorie sono simili a quella dell'algebra Virasoro.